# Roter Kamm
Koordinaten: 27° 45′ 57″ S, 16° 17′ 17″ O

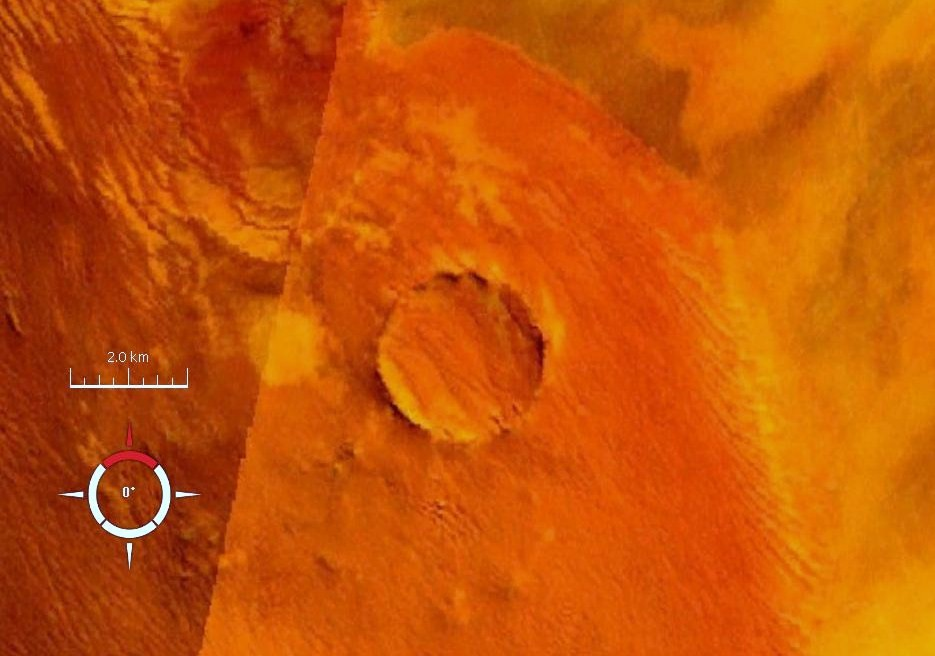
Roter Kamm mit Umgebung

Der Rote Kamm ist ein Einschlagkrater mittlerer Größe in der Namib im Süden Namibias innerhalb des Tsau-ǁKhaeb-(Sperrgebiet)-Nationalparks (ehemals Diamantensperrgebiet), in der Region ǁKaras.
Der Krater hat einen Durchmesser von etwa 2,5 Kilometer und ist etwa 130 Meter tief, wobei er mit einer etwa 100 Meter dicken Sandschicht bedeckt ist. Das Alter des Kraters wird auf etwa 3,7 (± 0,3) Millionen Jahre geschätzt; seine Entstehung fällt somit ins Pliozän. Seine Brekzie ist nur am Kraterrand zu finden.
|  | Satellitenbild der NASA: Das Bild zeigt ein Gebiet von etwa 25,5 Kilometer mal 36,4 Kilometer, mit Norden in der unteren, rechten Bildecke. Der Krater ist als kreisrunder Ring in der oberen Bildmitte erkennbar. Die fingerartige weiße Fläche am oberen, rechten Bildrand ist eine kleine, aus massivem Fels bestehende Berggruppe von Buschmannberg und Wasserkuppe. |
|  | Flugaufnahme des Roten Kamms 2015. Blick Richtung Osten. Die Flughöhe ist ca. 300 m über dem Krater. |
|  | Flugaufnahme des Roten Kamms vom 26. April 2017. Blick Richtung Süden. Die Flughöhe ist ca. 300 m über dem Krater. |
|  | Orthografisches Projektionsbild der NASA mit 2-facher Höhenverzerrung, Blick Richtung Osten: Zu sehen sind der Krater im Vordergrund, Buschmannberg (mit Aurusberg, links davon) in der Bildmitte, sowie Huib-Hochplateau und Hunsberge im Bildhintergrund. |